# Chiesa di San Francesco (San Gimignano)
La ex chiesa di San Francesco è un edificio situato in via San Giovanni a San Gimignano, in provincia di Siena.
La chiesa di San Francesco è, tra gli edifici cosiddetti "minori" della Valdelsa, quello che più di ogni altro si avvicina ai modelli stilistici del romanico pisano-lucchese, anche se mediati da artisti locali di formazione volterrana. L'edificio è databile al secondo decennio del XIII secolo.

## Storia
Nacque come spedale gerosolimitano intitolato a san Giovanni. Si hanno notizie della sua esistenza fin dal primi anni del XIII secolo. Nel 1221 è citato un sacerdos Johannes hospitalis S.Johannis, nel 1231 un tale mastro Arrigo divenne frate gerosolimitano e la sua vestizione avvenne in questa chiesa; tra il 1251 e il 1259 è documentato un Melior frater seu hospitalarius sancti Johannis Hierosolimitani, rector ecclesie Sancti Johannis dicti Hospitalis, sitae Sancto Gimignano in burgo Sancti Johannis.
Come tante altre istituzioni similari anche questo ospedale ricevette numerosi lasciti testamentari che andarono a formare un notevole patrimonio immobiliare. Lo spostamento del tracciato della via Francigena dal percorso di collinare a quello di fondovalle causò una crisi progressiva e irreversibile per san Gimignano ma l'ospedale mantenne intatte le sue rendite tanto che nel 1314 risulta che il grano raccolto superava le 60 moggia, nel 1332 un suo frate comprò una casa nel castello di San Gimignano e nel 1356 venne esentato dal pagamento delle tasse su sole 20 lire.
I frati dell'ospedale andarono ricoprendo, nel corso del XIV secolo, importanti incarichi:il 23 ottobre 1321 frate Gregorio di Penna fu nominato gran priore del ordine che aveva sede nella chiesa di Pisa; nel 1334 all'interno della chiesa si riunì il consiglio della corporazione dell'Arte della Lana e inoltre vi vennero sepolti alcuni membri dell'ordine quali padre Bernardo d'Arezzo morto il 5 ottobre 1342 e Giovanni Moronti e le loro lastre tombali sono ancora conservate all'interno.
Grazie alle buone rendite, ancora superiori alle 50 moggia di grano, nel 1448 l'istituto commissionò a Sano di Pietro una tavola per decorare un altare interno. Il 16 febbraio 1480 il rettore venne cacciato dall'ordine per motivi sconosciuti ma si provvide a nominarne subito il successore perché: questa mansione di S. Giovanni ed Jacopo non resti senza il suol Governatore. Nel XVI secolo la chiesa divenne una commenda sotto il patronato della famiglia Buondelmonti. Era il primo segno della decadenza; l'ospedale nel corso del XVI secolo divenne sempre più povero e nel 1553 fu assegnato ai frati francescani che ne cambiarono la dedicazione.
Nell'anno 1576 risulta che la ecclesia S.Johannis in qua manent fratres S. Francisci ordinis conventualium disponeva solo di tre frati e di un converso. Il declino continuò costantemente nei secoli successivi tanto che nel 1782 il convento venne soppresso e nel 1787 la chiesa fu venduta e venne acquistata da un certo Salvatorelli il quale come primo atto la demolì, lasciando intatta solo la facciata.
Ai primi del XX secolo la facciata è stata consolidata e restaurata e nel 1996 è stata ripulita da tutte le erbacce che la deturpavano.

## Descrizione

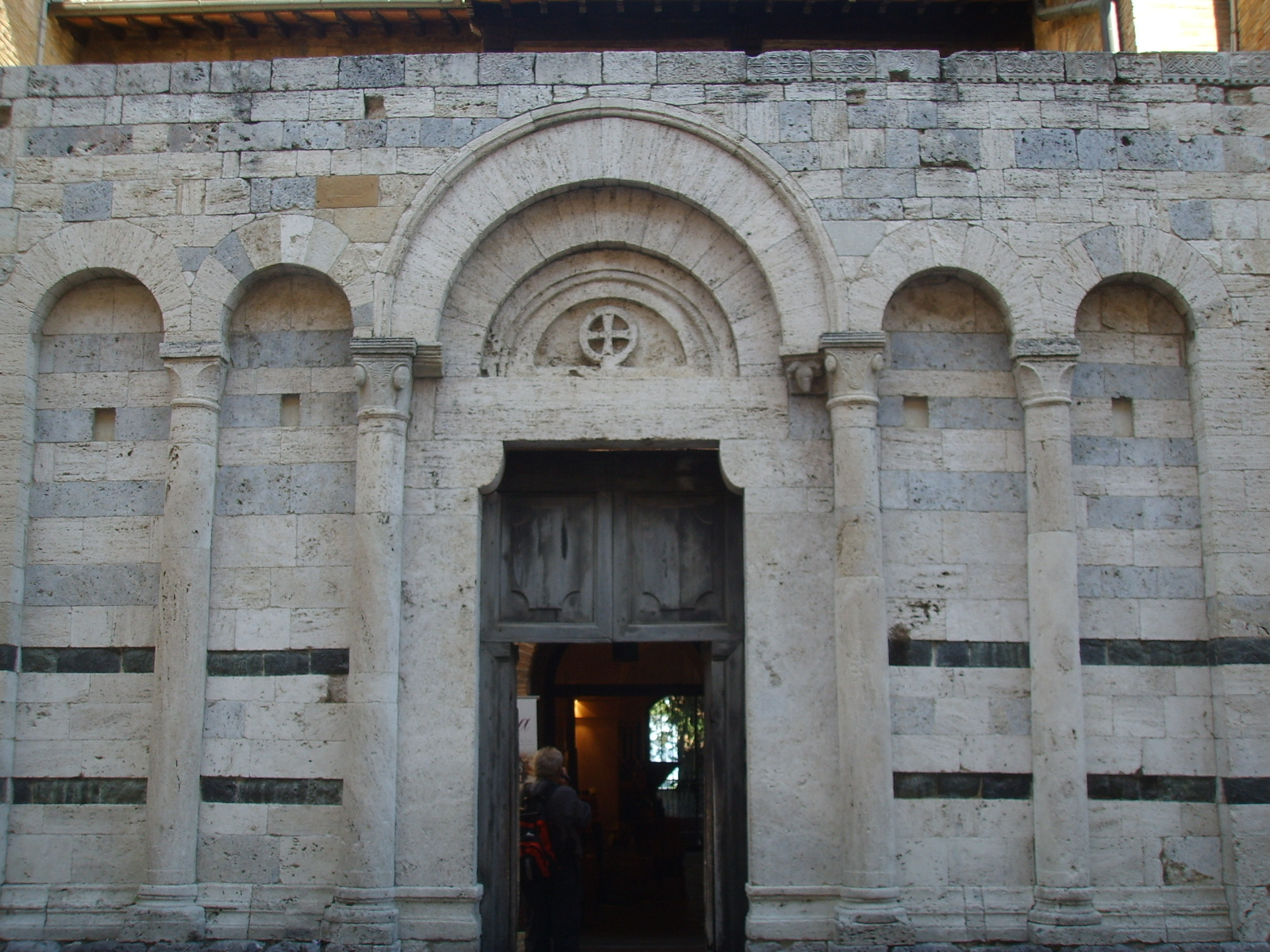
Il prospetto romanico

La chiesa originariamente era costituita da una semplice aula priva di abside. Dopo la demolizione settecentesca è rimasta solo la facciata della quale non si conosce l'altezza originaria.

### Facciata
La facciata è conservata solo fino al primo ordine e presenta una galleria cieca di cinque fornici a tutto sesto, all'interno di quello più grande si apre il portale.
Ogni arcata è realizzata con conci di travertino e poggia su una colonna molto esile sempre in travertino; le colonne sono coronate da un capitello ungulato con collarino a tondino e con l'abaco modanato in maniera varia. Ai lati del portale al posto delle foglie dei capitelli ci sono due teste umane insieme a dei motivi vegetali. Le colonne presentano alla base due tondini collegati da un guscio, la stessa soluzione usata nel duomo di Pisa.
Il portale presenta un architrave e delle semplici mensole convesse e un arco estradossato poggiante su mensole aggettanti decorate, con una semplice modanatura quella di sinistra e con una testa di ariete quella di destra, e più volte ricassato con una bordatura all'intradosso realizzata mediante la raffigurazione di una corda d'ancora. Nella lunetta monolitica è scolpita a rilievo una Croce di Malta a otto punte.
Tutto il paramento è fatto con travertino chiaro e sono visibili due fasce orizzontali e parallele di gabbro che percorrendo tutta la parete di fondo della galleria danno un effetto di profondità. Il coronamento è in conci di travertino scolpiti a stiacciato con dei motivi raffiguranti rosette a cinque punte, palme, giunchi intrecciati e anelli del tutto simili a quelli visibili nella pieve di Cèllole, nella badia di Conèo e nella Abbazia di Isola.